# Polícia de Segurança Pública
A Polícia de Segurança Pública (PSP) GOTE • MHTE • MHC • MHIH • MHM é uma das duas forças de policia nacionais em Portugal, com as missões de defesa da legalidade democrática, de garantia da segurança interna e de defesa dos direitos dos cidadãos. Apesar de ter muitas outras funções a PSP é sobretudo conhecida por ser a força de segurança responsável pelo policiamento fardado e ostensivo nas grandes áreas urbanas de Portugal, estando o policiamento das áreas rurais reservado normalmente à Guarda Nacional Republicana.

## Áreas de atuação
A PSP atua nas seguintes áreas funcionais:
- Polícia preventiva, incluindo a prevenção da criminalidade geral e organizada, prevenção do terrorismo, garantia da segurança de pessoas e bens, ao nível da pequena criminalidade, em áreas que não estejam reservadas à Polícia Judiciária.
- Ordem pública, normalmente através da utilização de unidades especiais, tais como o Corpo de Intervenção e o Grupo de Operações Especiais.
- Polícia administrativa, incluindo a execução dos atos administrativos emanados da autoridade competente e algumas matérias de licenciamento administrativo.
- Competências exclusivas, incluindo o controlo de armas, munições e explosivos que não pertençam às forças armadas e de segurança e a garantia da segurança pessoal de altas entidades nacionais e estrangeiras e de outros cidadãos sujeitos a ameaça relevante.
- Competências especiais, incluindo a segurança aeroportuária e a proteção de missões diplomáticas e internacionais.
- Programas especiais, inclui os programas: “Escola Segura”, “Idosos em Segurança”, “Comércio Seguro”, “Verão Seguro”, “Violência Doméstica” e, atualmente, o “Programa Integrado de Policiamento de Proximidade” (PIPP).[5][6][7][8]

## Organização territorial

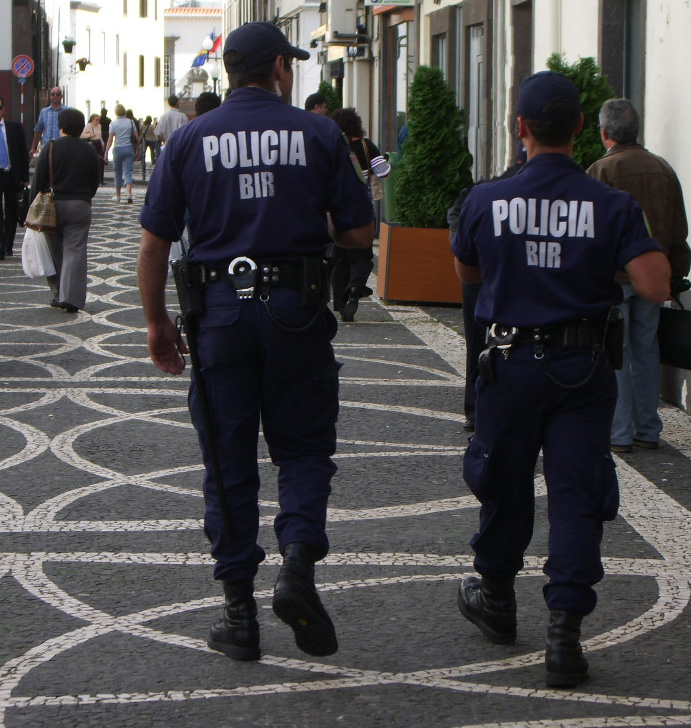
Brigadas de Intervenção Rápida

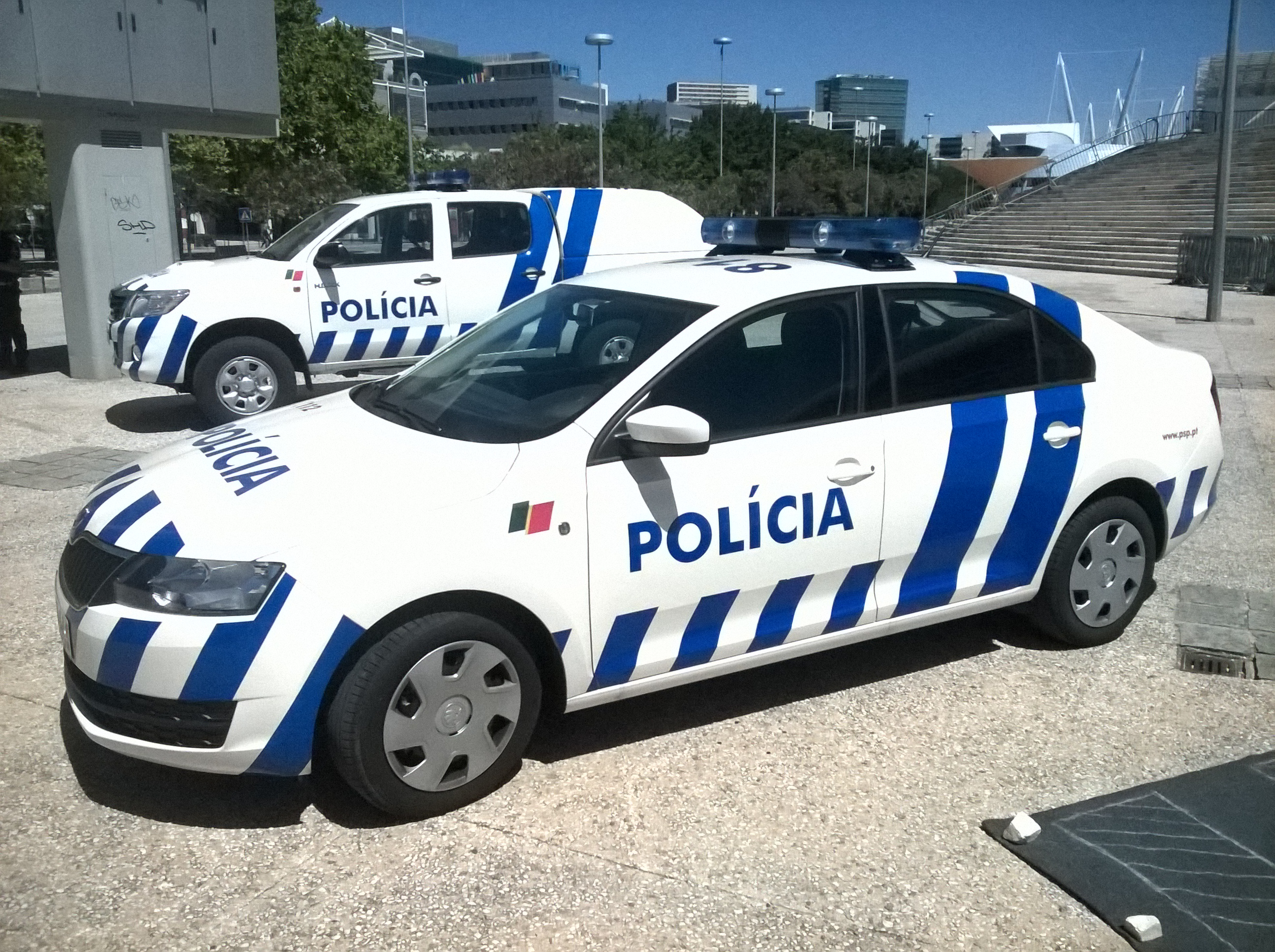
Viaturas Skoda Octavia e Toyota Hilux

A Polícia de Segurança Pública depende do Ministério da Administração Interna, sendo chefiada por um diretor nacional e abrangendo os órgãos seguintes. Atualmente a estrutura geral está regulada pela Lei n.º 53/2007, que define a estrutura orgânica e as funções dos serviços centrais e periféricos.

### Direção Nacional[9][10]
| | Director Nacional |
| --- | ----------------- |
| Gabinete |                   |
| Directores Nacionais-Adjuntos |                   |
| Órgãos de Inspeção e Consulta |                   |
| Inspecção |                   |
| Conselho Superior de Polícia |                   |
| Conselho de Deontologia e Disciplina |                   |
| Junta Superior de Saúde |                   |
| Unidades Orgânicas |                   |
| Unidade Orgânica de Operações e Segurança - Operações - Informações policiais - Investigação criminal - Armas e explosivos - Segurança privada - Sistemas de informação e comunicações |                   |
| Unidade Orgânica de Estrangeiros, Fronteiras e Segurança Aeroportuária - Unidade Nacional de Estrangeiros e Fronteiras (UNEF)                                                          |                   |
| Unidade Orgânica de Recursos Humanos |                   |
| Unidade Orgânica de Logística e Finanças - Logística - Gestão financeira |                   |
| Apoio Geral |                   |
| Departamento de Apoio Geral (DAG) |                   |

### Unidades de Polícia[9][10]

#### Comandos Territoriais de Polícia[9][10][11]
|                         | Comandos Regionais                    | Comandos Regionais |
| ----------------------- | ------------------------------------- | ------------------ |
|                         | Comando Regional dos Açores           |                    |
|                         | Comando Regional da Madeira           |                    |
| Comandos Metropolitanos |                                       |                    |
|                         | Comando Metropolitano de Lisboa       |                    |
|                         | Comando Metropolitano do Porto        |                    |
| Comandos Distritais     |                                       |                    |
|                         | Comando Distrital de Faro             |                    |
|                         | Comando Distrital de Beja             |                    |
|                         | Comando Distrital de Évora            |                    |
|                         | Comando Distrital de Portalegre       |                    |
|                         | Comando Distrital de Setúbal          |                    |
|                         | Comando Distrital de Santarém         |                    |
|                         | Comando Distrital de Leiria           |                    |
|                         | Comando Distrital de Castelo Branco   |                    |
|                         | Comando Distrital de Coimbra          |                    |
|                         | Comando Distrital de Aveiro           |                    |
|                         | Comando Distrital de Viseu            |                    |
|                         | Comando Distrital de Guarda           |                    |
|                         | Comando Distrital de Braga            |                    |
|                         | Comando Distrital de Viana do Castelo |                    |
|                         | Comando Distrital de Vila Real        |                    |
|                         | Comando Distrital de Bragança         |                    |

##### Subunidades dos Comandos Territoriais de Polícia[9][10]
|                                                           | Subunidades |
| --------------------------------------------------------- | ----------- |
| Divisão Policial - Área Operacional - Área Administrativa |             |
| Esquadra                                                  |             |

#### Unidade Especial de Polícia[9][10]
|  |                                                                    | Unidade Especial de Polícia (UEP) |
|  | ------------------------------------------------------------------ | --------------------------------- |
|  | Corpo de Intervenção (CI)                                          |                                   |
|  | Grupo de Operações Especiais (GOE)                                 |                                   |
|  | Corpo de Segurança Pessoal (CSP)                                   |                                   |
|  | Centro de Inativação de Explosivos e Segurança em Subsolo (CIEXSS) |                                   |
|  | Grupo Operacional Cinotécnico (GOC)                                |                                   |

### Centros de formação[9][10]
|                           | Estabelecimentos de Ensino Policial | Estabelecimentos de Ensino Policial                                   | Estabelecimentos de Ensino Policial |
| ------------------------- | ----------------------------------- | --------------------------------------------------------------------- | ----------------------------------- |
| ESCOLA PRÁTICA DE POLÍCIA | ESCOLA PRÁTICA DE POLÍCIA           | Escola Prática de Polícia (EPP)                                       |                                     |
|                           |                                     | Instituto Superior de Ciências Policiais e Segurança Interna (ISCPSI) |                                     |

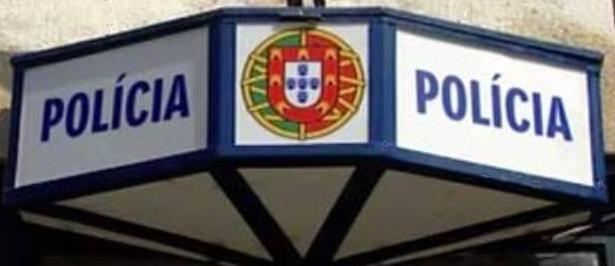
Tradicional lanterna identificativa de uma esquadra da PSP.

A PSP é também responsável por fornecer o pessoal policial que integra as polícias municipais de Lisboa e do Porto. No entanto, estas polícias dependem funcionalmente das administrações municipais destas cidades.
Os diversos comandos territoriais da PSP estão, normalmente, divididos em divisões policiais, que englobam diversas esquadras.
A esquadra é a unidade básica da PSP, sendo comandada por um oficial ou, em substituição, por um chefe, estando instalada, normalmente, num edifício próprio. Por isso, a palavra "esquadra" tornou-se o termo comum usado pelos Portugueses, aliás na maior parte das vezes incorretamente, para designar qualquer instalação policial, mesmo aquelas que não pertencem à PSP ou que, pertencendo à PSP, têm outra categoria.

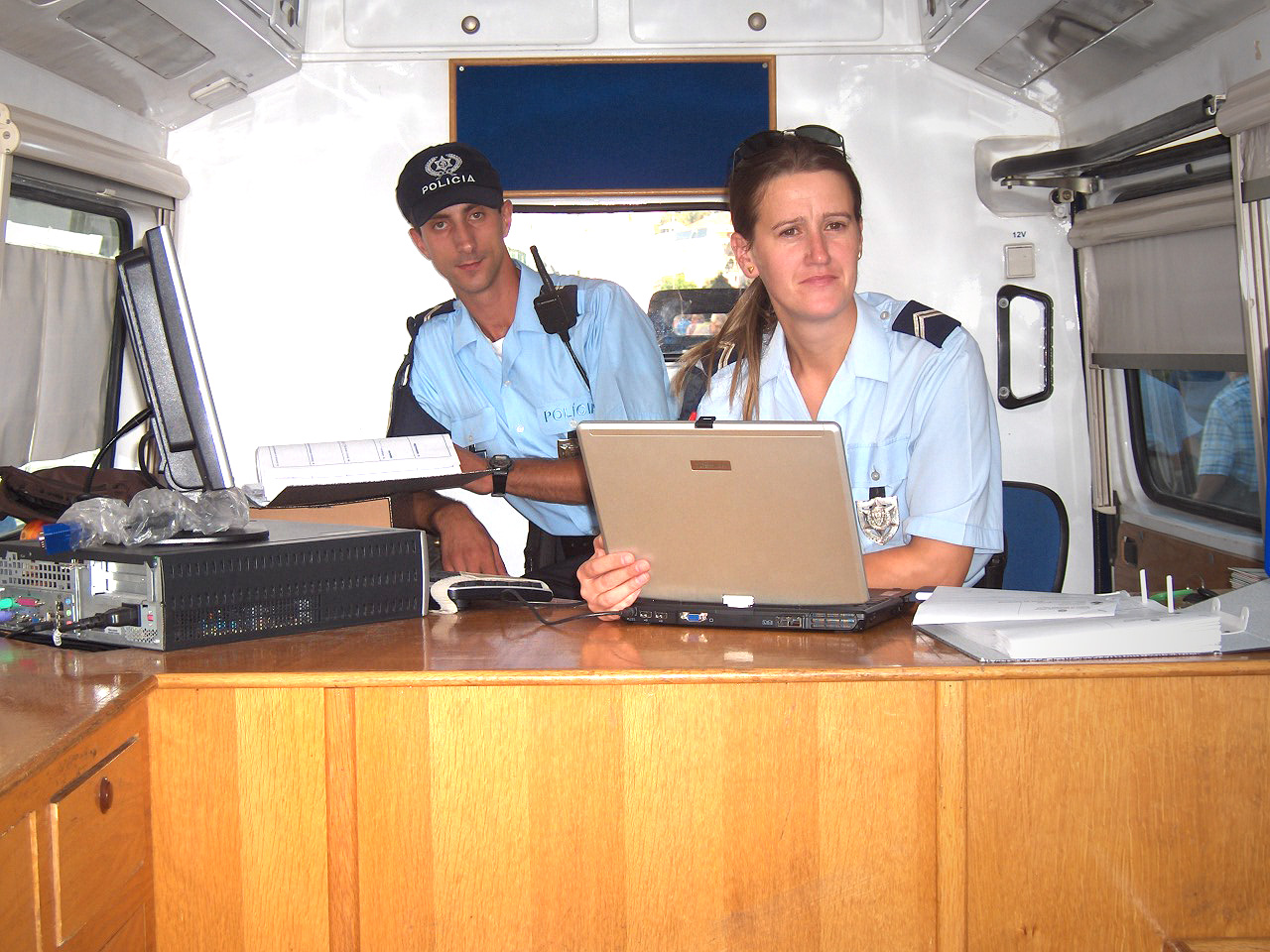
Oficiais da PSP em uma unidade móvel, Lisboa, Portugal

## Pessoal policial

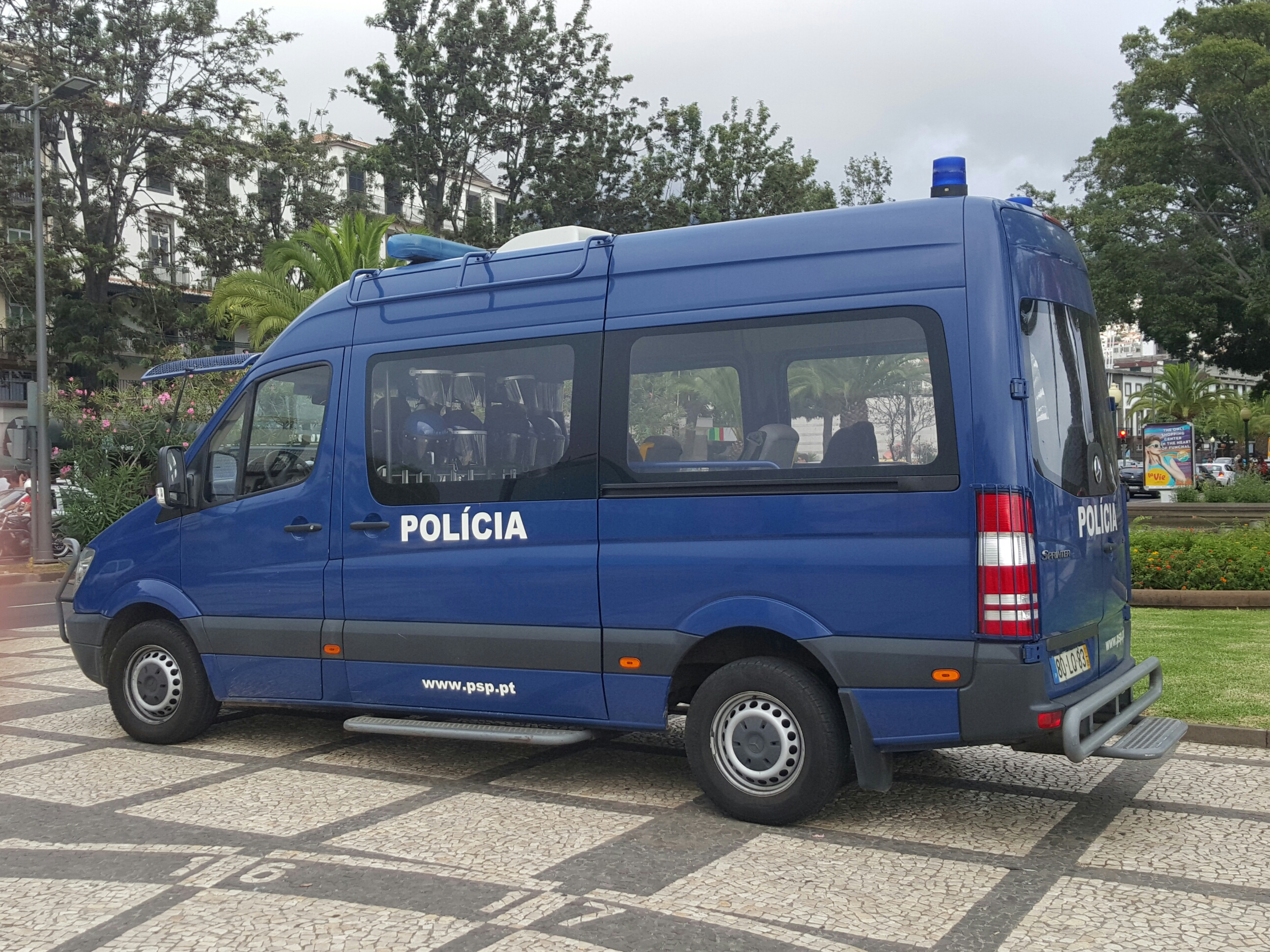
Carrinha Mercedes-Benz Sprinter da PSP na Madeira

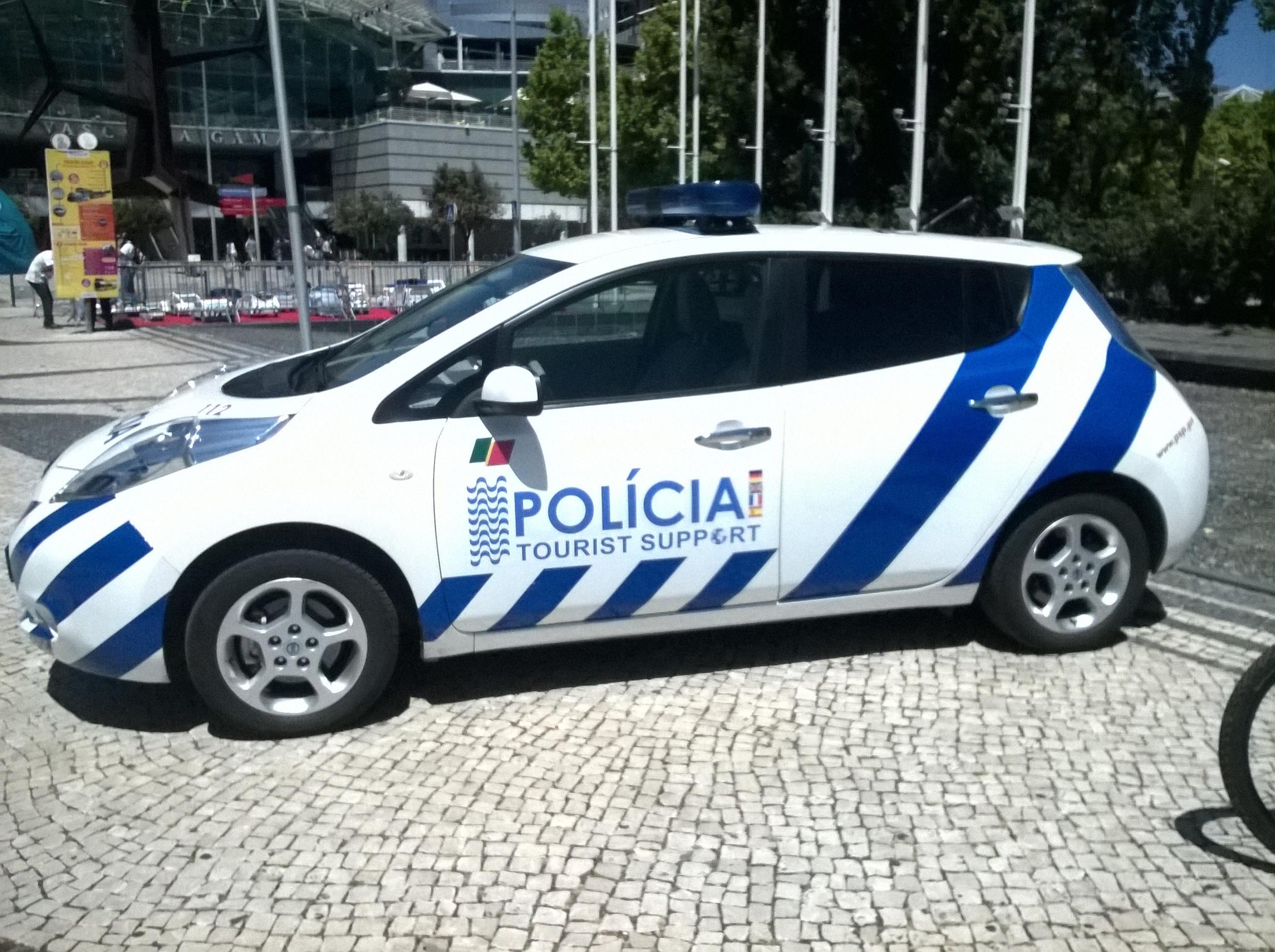
Veículo Nissan Leaf elétrico do Projeto Turismo — Lisboa Destino Seguro da Polícia de Segurança Pública

O pessoal com funções policiais da PSP está dividido em três carreiras: oficiais, chefes e agentes. Os oficiais recebem uma formação superior universitária específica no Instituto Superior de Ciências Policiais e Segurança Interna (ISCPSI). Os agentes recebem uma formação técnica na Escola Prática de Polícia (EPP). Os chefes têm origem na categoria de agentes, que são promovidos depois de um curso específico na EPP.
As diversas carreiras, categorias, respetivos distintivos e funções principais são:
| Carreira            | Distintivo                                                                                                  | Categoria             | Funções |
| ------------------- | --- | --------------------- | --- |
| Oficiais de Polícia | | Superintendente-chefe | Diretor Nacional |
| Oficiais de Polícia | Diretor Nacional Adjunto, Inspetor nacional                                                                 | Superintendente-chefe | |
| Oficiais de Polícia | Comandante de Comando Metropolitano ou Comandante de Comando Regional, Diretor de Estabelecimento de Ensino | Superintendente-chefe | |
| Oficiais de Polícia | | Superintendente       | Comandante de Comando Distrital; 2.º Comandante em Comandos Metropolitanos e Regionais; Chefia de Área nos Comandos Metropolitanos                                                   |
| Oficiais de Polícia | | Intendente            | 2.º Comandante de Comando Distrital; Chefia de Área operacional nos Comandos Regionais e Distritais; Comandante de divisão policial nos Comandos Metropolitanos e Regionais          |
| Oficiais de Polícia | | Subintendente         | Chefia de Área administrativa nos Comandos Regionais e Distritais; Comandante de divisão policial nos comandos distritais; adjunto de comando em divisões comandadas por intendentes |
| Oficiais de Polícia | | Comissário            | Adjunto de comando em divisões comandadas por subintendentes; Comando de esquadras definidas como complexas; Chefia de Núcleos nos Comandos Metropolitanos, Regionais e Distritais   |
| Oficiais de Polícia | | Subcomissário         | Comando de esquadras definidas como não complexas; Adjunto de comando em esquadras definidas como complexas; Chefia de Núcleos em Comandos Regionais e Distritais.                   |
| Chefes de Polícia   | | Chefe Coordenador     | Funções de supervisão, coordenação e assessoria na estrutura de serviços da PSP nas diferentes subunidades; Coadjuva os oficiais no comando de subunidades                           |
| Chefes de Polícia   | | Chefe Principal       | Supervisão de agentes e chefia de equipas policiais por cujos resultados é responsável; Coadjuva os oficiais no comando de subunidades                                               |
| Chefes de Polícia   | | Chefe                 | Supervisão de agentes e chefia de equipas policiais por cujos resultados é responsável                                                                                               |
| Agentes de Polícia  | | Agente Coordenador    | Funções de coadjuvação e substituição dos chefes; Coordenação de agentes afectos ao seu sector de actividade                                                                         |
| Agentes de Polícia  | | Agente principal      | Funções de execução de actividade de carácter operacional ou de apoio; Coordenação de agentes afectos ao seu sector de actividade                                                    |
| Agentes de Polícia  | | Agente                | Funções de execução de actividades de carácter operacional ou de apoio; Funções de apoio e suporte à actividade operacional                                                          |
| Alunos do ISCPSI    | | Aspirante a oficial   | Aluno do 5ª ano do Curso de Formação de Oficiais de Polícia (CFOP) |
| Alunos do ISCPSI    | | Cadete aluno          | Aluno do 4.º ano do CFOP |
| Alunos do ISCPSI    | Aluno do 3.º ano do CFOP                                                                                    | Cadete aluno          | |
| Alunos do ISCPSI    | Aluno do 2.º ano do CFOP                                                                                    | Cadete aluno          | |
| Alunos do ISCPSI    | Aluno do 1.º ano do CFOP                                                                                    | Cadete aluno          | |
| Alunos da EPP       | | Agente provisório     | Aluno do Curso de Formação de Agentes |

## História

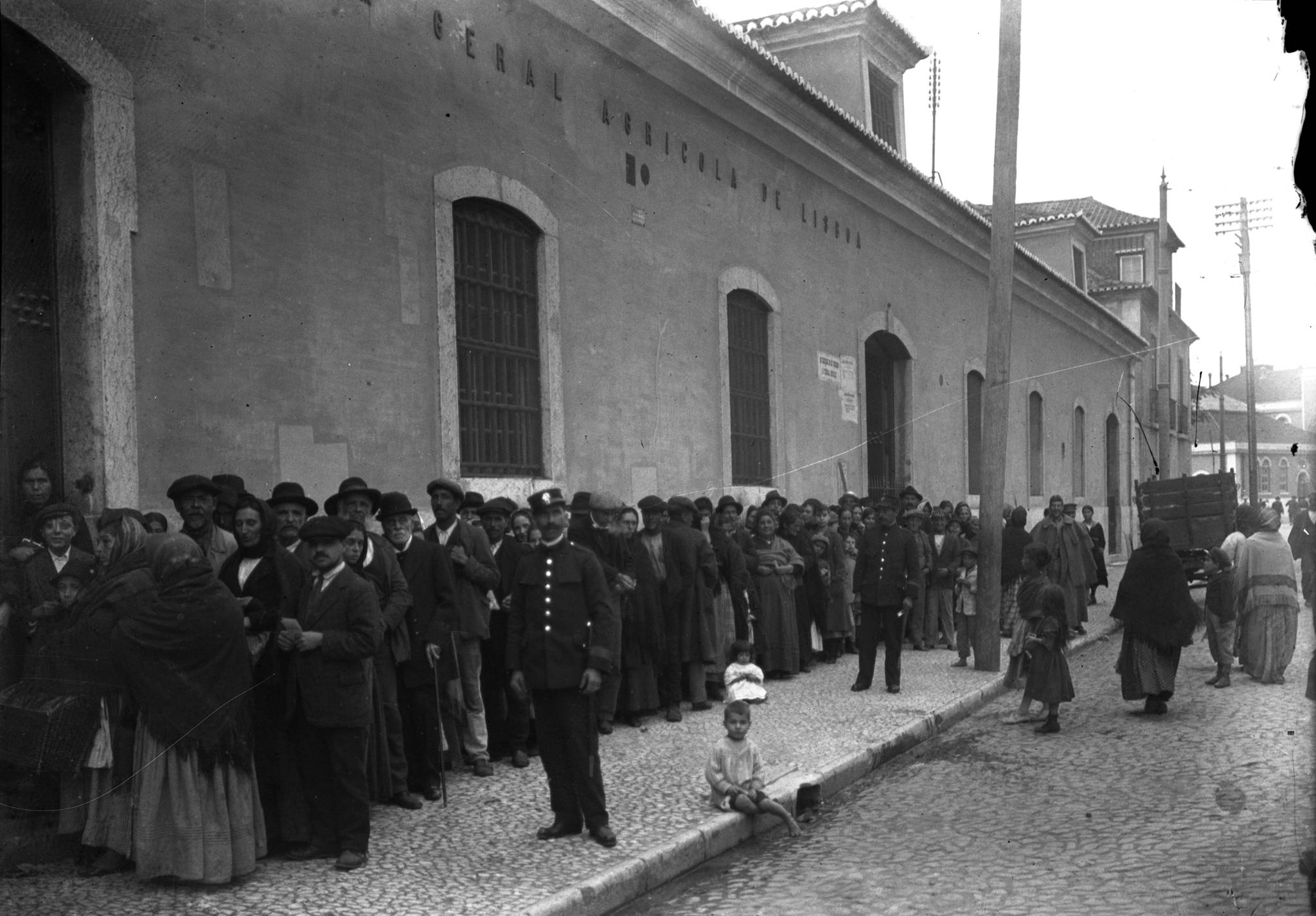
Guardas da Polícia Cívica de Lisboa fiscalizam a distribuição de alimentos racionados, em 1918, logo após o final da Primeira Guerra Mundial.

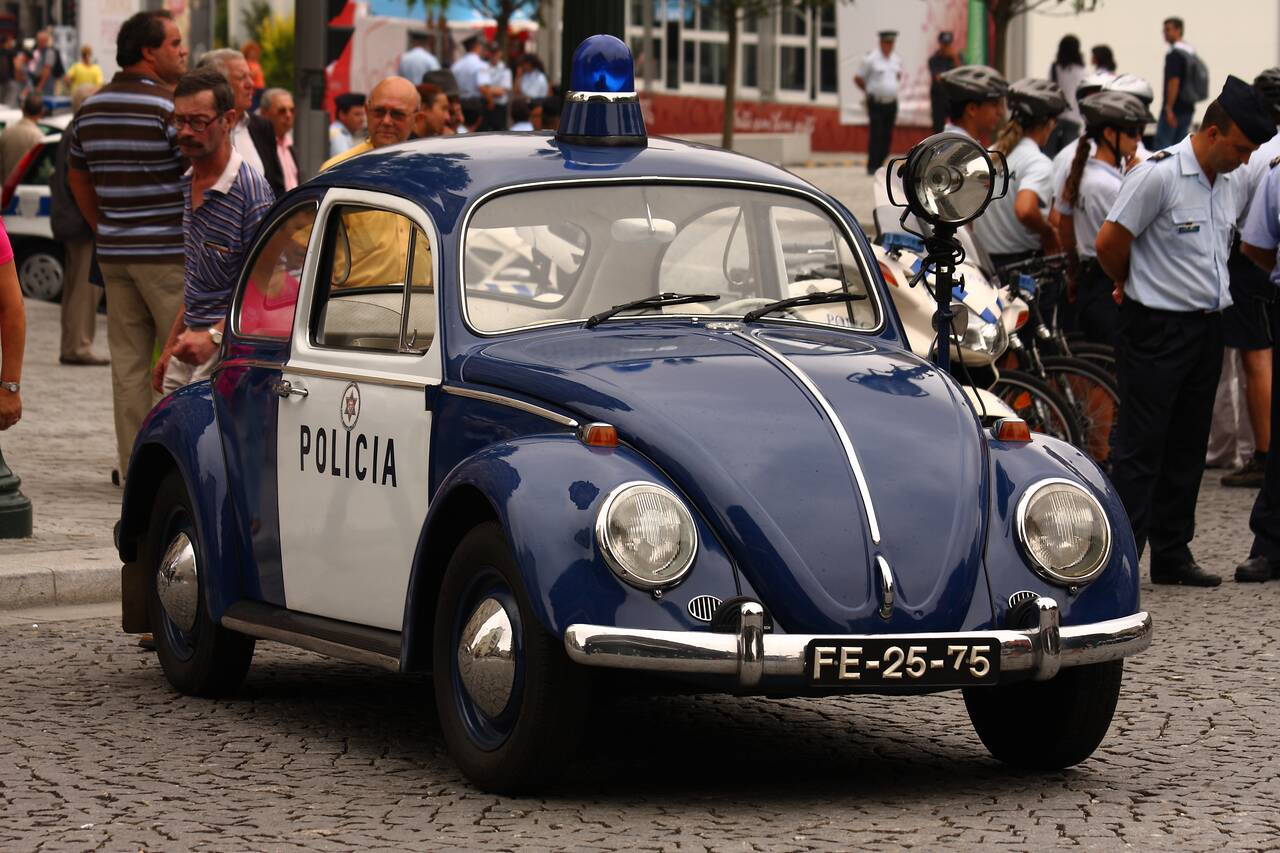
Antigo carro-patrulha da PSP.

A PSP tem origens bastante antigas que remontam aos antigos Quadrilheiros da Idade Média, à Intendência-Geral da Polícia da Corte e do Reino, criada em 1780 e à Polícia Civil, criada em 1867. A cronologia da sua evolução é a seguinte:

1867 — Por decreto do Rei D. Luís I, de 2 de julho, é criado o Corpo de Polícia Civil de Lisboa e o Corpo de Polícia Civil do Porto. Estes corpos são independentes entre si, sendo cada um deles chefiado por um comissário-geral subordinado diretamente ao respetivo governador civil do distrito e, por intermédio dele, ao ministro do Reino. Cada corpo seria dividido em divisões, chefiadas por comissários — correspondendo cada uma a um dos bairros de Lisboa e Porto —, que se subdividiriam em esquadras, chefiadas por chefes de esquadra — cada uma, correspondendo a um circunscrição de esquadra — e estas, em postos de polícia, chefiados por cabos de secção — cada um correspondendo a uma secção. Esta organização é ainda a base da organização da atual Polícia de Segurança Pública. O decreto prevê, também, a criação de corpos de Polícia Civil nas restantes capitais de distritos, em moldes semelhantes aos de Lisboa e Porto, a maioria dos quais virá a ser criado ao longo da década de 1870;

1893 — Por decreto do Rei D. Carlos I, de 29 de agosto, a Polícia Civil de Lisboa passa a ser dividida em três secções: Polícia de Segurança Pública, Polícia de Investigação Judiciária e Preventiva e Polícia de Inspeção Administrativa. A secção de Polícia de Segurança Pública — responsável pelo policiamento geral uniformizado — constitui o grosso da Polícia Civil, sendo a antecedente direta da atual corporação homónima; 

1910 — Na sequência da implantação da república, a Polícia Civil de Lisboa — considerada pró-Monárquica — é saneada de grande parte dos seus elementos, passando a designar-se "Polícia Cívica";

1918 — Os serviços policiais são reorganizados pelo Decreto-Lei n.º 4166, de 27 de abril. As várias polícias distritais passam a estar subordinadas a um órgão central, mas sem constituir um corpo nacional unificado. O órgão central da Polícia é a Direção-Geral de Segurança Pública (DGSP), à qual está subordinada a Repartição de Polícia de Segurança, para além das repartições de Polícia de Investigação, Polícia Administrativa, Polícia Preventiva, Polícia de Emigração e polícia municipal. Os comissários-gerais das polícias distritais estão subordinados à Repartição da Polícia de Segurança, mas superintendem também os restantes serviços policiais do seu distrito;

1922 — Os serviços da Polícia Cívica são reorganizados pelo Decreto n.º 8435, de 21 de outubro. A anterior Polícia de Segurança volta a designar-se "Polícia de Segurança Pública (PSP)", constituindo uma das quatro grandes secções em que se divide a Polícia Cívica;

1925 — Pela Lei n.º 1173, de 30 de abril, é extinta a DGSP, passando o órgão superior da Polícia Cívica a ser a Inspeção Superior de Segurança Pública;

1927 — Pelo Decreto n.º 13 242, de 8 de março é restaurada a Direção-Geral de Segurança Pública, que passa a superintender a ação de todas as polícias, incluindo a da Guarda Nacional Republicana. Posteriormente, pelo decreto 14 657, de 5 de dezembro do mesmo ano, a Polícia de Investigação Criminal deixa de estar dependente da DGSP e passa para a dependência do Ministério da Justiça;

1928 — A DGSP dá lugar à Intendência-Geral de Segurança Pública (IGSP), pelo Decreto n.º 15 825, de 8 de agosto. É prevista a criação de um quadro único de pessoal, a nível nacional, para a PSP e a GNR, medida esta que não chega a tomar forma, sendo revogada pouco depois. As restantes polícias, que ainda dependiam da DGSP, deixam de depender da IGSP;

1932 — É, novamente, restaurada a Direção-Geral de Segurança Pública, pelo Decreto n.º 21 194, de 2 de maio. A Polícia de Investigação Criminal, volta, durante algum tempo, a estar subordinada à DGSP;

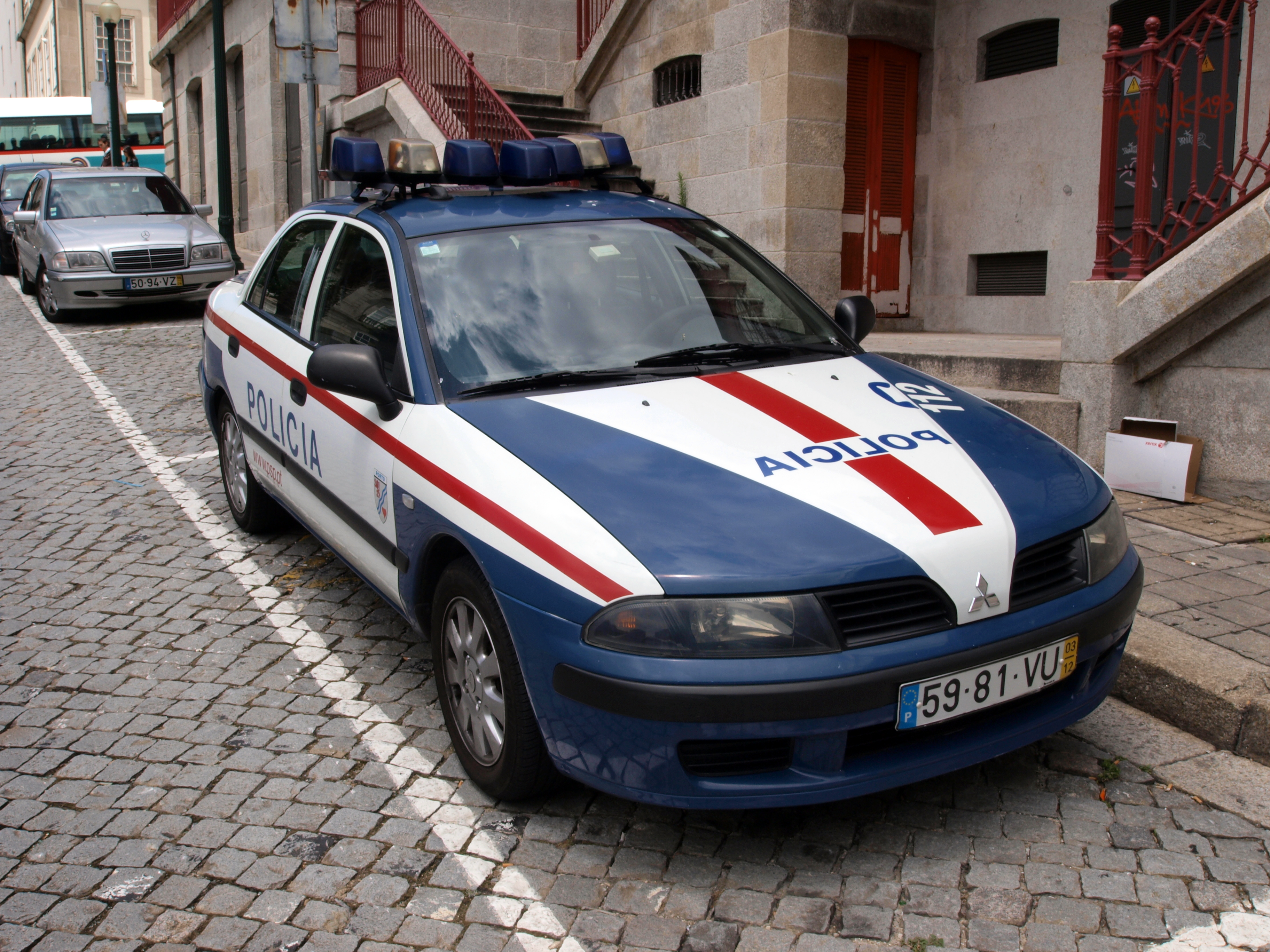
Viatura Mitsubishi Carisma com antiga caracterização

1935 — A 5 de outubro, é agraciada com o grau de Grande-Oficial da Ordem Militar da Torre e Espada, do Valor, Lealdade e Mérito. Pelo Decreto-Lei n.º 35 046, de 22 de outubro, a DGSP é, definitivamente, extinta, sendo criado o Comando-Geral da Polícia de Segurança Pública, como órgão central da PSP. O cargo de comandante-geral passa a ser desempenhado por um oficial superior ou general do Exército. As restantes polícias tornam-se, definitivamente, autónomas;

1988 — A 27 de junho, é agraciada com o grau de Membro-Honorário da Ordem Militar de Cristo;
1999 — O Comando-Geral da PSP passa a designar-se Direção Nacional, segundo a Lei n.º 5/99, de 27 de janeiro. A chefia da PSP deixa de ser exercida por um oficial do Exército e passa a ser exercida por um oficial da própria Polícia;
2013 — A 2 de julho, na comemoração do seu 146.º aniversário, é agraciada com o grau de Membro-Honorário da Ordem do Infante D. Henrique;
2017 — A 13 de julho, na comemoração do seu 150.º aniversário, é agraciada com o grau de Membro-Honorário da Ordem do Mérito.
2022 — A 6 de julho, na comemoração do seu 155.º aniversário, é agraciada com o grau de Membro-Honorário da Ordem Militar da Torre e Espada, do Valor, Lealdade e Mérito (alvará de 6 de julho de 2021).
2025 - Decorrente da alteração da Lei de Estrangeiros, foi aprovada na Assembleia da República e promulgada pelo Presidente da República Portuguesa a criação da nova Unidade Nacional de Estrangeiros e Fronteiras na PSP, responsável por vigiar, fiscalizar e controlar as fronteiras aeroportuárias, assim como a circulação de pessoas nestes postos de fronteira, bem como fiscalizar a permanência de cidadãos estrangeiros em território nacional, na área de jurisdição da PSP.

## Equipamento
Pistolas:
- Beretta M92FS (9x19mm Parabellum)
- M92F Compact (9x19mm Parabellum)
- Beretta PX4 (9x19mm Parabellum)
- Glock 17 (9x19mm Parabellum)
- Glock 19 (9x19mm Parabellum) (pistola principal)
- HK P9S (9x19mm Parabellum)
- HK VP70M (9x19mm Parabellum)
- HK USP Compact (9x19mm Parabellum)
- HK P30 (9x19mm Parabellum)
- SIG GSR (.45ACP) – (Unidade Especial de Polícia)
- SIG P220 (9x19mm Parabellum)
- SIG P226 (9x19mm Parabellum)
- SIG P228 (9x19mm Parabellum)
- SIG SP2022 (9x19mm Parabellum)
- Walther P88 (9x19mm Parabellum)
- Walther P99 (9x19mm Parabellum)
- Walther P5 (9x19mm Parabellum)
- Walther PP (7.65x17mm (.32ACP) (substituídas pelas Glock 19)

Espingardas:
- Mossberg 590 (.12 gauge)
- Reminton 870 (.12 gauge)
- Fabarm SDASS Compact (.12 gauge)
- Benelli M3 (.12 gauge)
- Winchester 1200 (.12 gauge)

Pistolas-metralhadoras:
- Beretta M12 (9x19mm Parabellum)
- FN P90 (5.7x28mm) – (Unidade Especial de Polícia)
- HK MP5 (9x19mm Parabellum) – (Unidade Especial de Polícia)
- HK UMP9 (9x19mm Parabellum) – (Unidade Especial de Polícia)
- HK UMP45 (.45ACP) – (Unidade Especial de Polícia)
- HK G36 (5.56x45mm NATO) – (Unidade Especial de Polícia)
- HK G3 (7,62x51mm)
- HK MSG90 (7,62x51mm) – (Unidade Especial de Polícia)